# Найф
Найф (от англ. The Knife в превод Ножът) е музикално дуо от Швеция, сформирано през 1999 година.
Дуото се състои от Карин Дрейер Андершон и Улоф Дрейер, които са сестра и брат. Освен че се самопродуцират, те се и самоиздават чрез собствената си звукозаписна компания Rabid Records, базирана в Стокхолм, а в Щатите, Великобритания и някои други страни се издават от независимите лейбъли Brille и Mute.

## История на групата
Една от най-отличителните черти на групата е тяхното нежелание да съдействат на медиите или на комерсиалната музикална сцена. Групата изключително рядко има публични изяви, като най-често за промоционалните си снимки се маскират с типични венециански карнавални маски, с макси като птичи клюнове, напомнящи такива носени от лекарите през Средновековието или тежко гримирани като примати. Едва през 2006 година групата склонява 7 години след създаването си за първи път да свири на живо, най-сетне откликвайки на големия интерес към тях.
През 2003 The Knife печелят награда Грамис (шведският еквивалент на популярните Грами награди), но бойкотират церемонията изпращайки двама техни представители (от друга музикална група) облечени като горили, с изписано числото 50 на костюмите им. Според източници това е открит протест спрямо доминираната от мъже музикална индустрия. Албумът им „Deep Cuts“ е също номиниран за най-добър албум за 2003 на наградите Грамис, но губи от албума на The Cardigans „Long Gone Before Daylight“. Същата година дуото е Изпълнител на Седмицата в HitQuarters, което привлича значителен интерес към тях.
Известността не закъснява и през 2005 името на групата нашумява след като Хосе Гонсалес прави кавър на тяхната песен „Heartbeats“ и го включва в албума си от 2003 „Veneer“. Песента се използва от Сони за тяхната рекламна кампания за телевизионни комплекти Bravia и през 2006 година излиза официално като сингъл. По-късно The Knife коментират, че Сони плаща значителна сума пари за правата върху песента. В светлината на техните леви убеждения и некомерсиална философия, групата оправдава парите, които са получили на базата на това, че са им трябвали, за да основат собствена звукозаписна компания и да субсидират издаването на следващия си албум, който ще се окаже и големият им пробив.
Песента им „We Share Our Mothers' Health“ от албума „Silent Shout“ е включена от iTunes като една от безплатните песни на седмицата към края на 2007, спомагайки за популяризирането на групата. Същата песен е включена и в един от епизодите на американския сериал Грозната Бети, както и в серия от От местопрестъплението: Ню Йорк.
Въпреки че в музикалните среди са популярни с нежеланието си да изнасят концерти, през 2006 година дуото тръгва на изключително успешно турне, като продават абсолючно всичките си билети, назначават допълнителни концертни дати, а в края на турнето групата съобщава за предстоящото издаване на концертно ДВД. ДВД-то е издадено в Швеция на 8 ноември 2006 и е озаглавено „Silent Shout: An Audio Visual Experience“, като включва както концерт заснет на 12 април 2006 в Гьотеборг, Швеция, така и всички техни клипове.
„Silent Shout“ е обявен за албум на 2006 година от Pitchfork Media (известен американски уеб-сайт, занимаващ се с музикална критика).
На наградите Грамис през януари 2007, The Knife печелят във всички шест категории, в които са номинирани: Композитор на годината, Музикално ДВД на годината, Продуцент на годината, Поп група на годината, Албум на годината и Артистизъм на годината. Въпреки много си номинации, групата отказва да присъства на церемонията и благодари на всички чрез специално подготвен видеоклип, който е направен в духа на видеото към песента „Silent Shout“.
Преди сформирането на дуото, Карин Дрейер Андершон е била вокалистка на шведската алтърнатив група Honey is Cool, а Улоф Дрейер се е занимавал и продължава да се занимава с ремиксиране и е диджей в различни клубове в Европа под псевдонима DJ Oloof. За двамата се знае изключително малко, тъй като дуото ревностно пази личното си пространство и рядко има каквито и да е обществени изяви. Основната информация, която се знае е, че Карин е родена 1975 година, а Улоф – 1981.

## Стил
Фенове и критици определят Карин Дрейер като шведската Бьорк, поради подобния начин по-който борави с гласа си. За разлика от Бьорк Андершон често променя височината на гласа, създавайки впечатлението, че в песента участват повече от един човек. В мнозинството от песните налице е месенето на мъжки с женски тембър, създавайки илюзията за дуети, които в същност са изцяло изпети от Андерсон.
Стилът на групата най-често се определя като смесица между електропоп и синт-поп, докато според други източници е повече заложено на ескеперименталистиката и авангардното електронно звучене. Самата група не дава конкретно описание на музиката, която правят, позволявайки на слушателя сам да прецени в коя музикална ниша да ги постави.

## Дискография

### Албуми
- The Knife (2001)
- Deep Cuts (2003)
- Hannah med H (2003)
- Silent Shout (2006)
- Tomorrow, In a Year (2010) (съвместно с Mt. Sims и Planningtorock)
- Shaking the Habitual (2013)

### Сингли
- „Afraid of You“ (2000)
- „N.Y. Hotel“ (2001)
- „Got 2 Let U“ (2002)
- „Nedsvärtning“ (2002)
- „Heartbeats“ (2002) (преиздаден 2004)
- „You Take My Breath Away“ (2003)
- „Pass This On“ (2003)
- „Handy-Man“ (2003)
- „Silent Shout“ (2006)
- „Marble House“ (2006)
- „We Share Our Mothers' Health“ (2006)
- „Like a Pen“ (2006)
- „Christmas Reindeer“ (2006) (безплатна коледна песен)
- „Colouring of Pigeons“ (2010)
- „Seeds“ (2010)

### DVD
- „Deep Cuts“ (2004)
- „When I Found The Knife, By: Frau Rabid“ (2005)
- „Silent Shout: An Audio Visual Experience“ (2006)

## Видеография

### Музикални видеоклипове
- „N.Y. Hotel“ (Андрес Корсар и Андрес Нилсон) (2001) YouTube
- „Pass This On“ (Юхан Ренк) (2003) YouTube
- „Heartbeats“ (Андреа Нилсон, Юханес Нюхолм и Бу Мелин) (2003) YouTube
- „Handy-Man“ (Болд Фейсес) (2003) YouTube
- „You Take My Breath Away“ (версия 1: стил от 80-те) (Хенри Мур Селдър) (2003) (гост вокал Джени Уилсон) YouTube
- „You Take My Breath Away“ (версия 2: анимирани скелети) (Петер Гешуинд) (2004) (гост вокал Джени Уилон) YouTube
- „Rock Classics“ (Ейми Лийч) (2005) (победител от конкурса „When I filmed The Knife“)
- „Silent Shout“ (Андреас Нилсон) (2006) YouTube
- „Marble House“ (версия 1: частично анимирана) (Бьорн Ренер) (2006) (гост вокал Джей-Джей Юхансон) YouTube
- „Marble House“ (версия 2: анимирана с мишки) (Крис Хоупуел) (2006) (гост вокал Джей-Джей Юхансон) YouTube
- „We Share Our Mothers' Health“ (Мотомичи Накамура) (2006) YouTube
- „Like a Pen“ (Андреас Нилсон) (2006) YouTube
- „Na Na Na“ (Дейвид Вегеци и Дагмар Уийвър) (2007) YouTube

### Кратки филмчета
- „When I Found The Knife“ (2004)
- „When I Found The Knife Again“ (2006)

### Концертен филм
- „Silent Shout: An Audio Visual Experience“ (2006)